# UCI World Tour 2020
L'UCI World Tour 2020 è stata la decima edizione del circuito organizzato dall'UCI, che sostituisce il vecchio calendario mondiale. Si è svolto in 21 eventi dal 21 gennaio all'8 novembre 2020. Durante la stagione, a causa della pandemia di COVID-19, alcune delle corse in programma sono state annullate e molte altre sono state posticipate.

## Squadre
A differenza della precedente stagione, la licenza World Tour è stata conferita a 19 squadre (invece che a 18), che hanno partecipato di diritto alle prove del World Tour; ad esse hanno preso parte, su invito degli organizzatori, anche squadre con licenza UCI ProTeam. Le nuove squadre sono state la Cofidis e l'Israel Start-Up Nation, che ha rilevato la licenza World Tour del dismesso Team Katusha Alpecin.
| Cod. | Squadra                | Biciclette       | Gruppo     | Ruote              |
| ---- | ---------------------- | ---------------- | ---------- | ------------------ |
| ALM  | AG2R La Mondiale       | Eddy Merckx      | Shimano    | Mavic              |
| AST  | Astana Pro Team        | Wilier Triestina | Shimano    | Corima             |
| TBM  | Bahrain-McLaren        | Merida           | Shimano    | Fulcrum            |
| BOH  | Bora-Hansgrohe         | Specialized      | Shimano    | Roval              |
| CCC  | CCC Team               | Giant            | Shimano    | Cadex              |
| COF  | Cofidis                | De Rosa          | Campagnolo | Michelin, Fulcrum  |
| DQT  | Deceuninck-Quick Step  | Specialized      | Shimano    | Roval              |
| EF1  | EF Pro Cycling         | Cannondale       | Shimano    | Vision, Vittoria   |
| GFC  | Groupama-FDJ           | Lapierre         | Shimano    | Continental        |
| ISN  | Israel Start-Up Nation | Factor           | Shimano    | Black Ink          |
| LTS  | Lotto Soudal           | Ridley           | Campagnolo | Vittoria           |
| MTS  | Mitchelton-Scott       | Scott            | Shimano    | Pirelli            |
| MOV  | Movistar Team          | Canyon           | SRAM       | Zipp, Continental  |
| NTT  | NTT Pro Cycling Team   | BMC              | Rotor      | Vittoria           |
| IGD  | Ineos Grenadiers       | Pinarello        | Shimano    | Continental        |
| TJV  | Team Jumbo-Visma       | Bianchi          | Shimano    | Vittoria           |
| SUN  | Team Sunweb            | Cervélo          | Shimano    | Continental        |
| TFS  | Trek-Segafredo         | Trek             | SRAM       | Bontrager, Pirelli |
| UAD  | UAE Team Emirates      | Colnago          | Campagnolo | Vittoria           |

## Calendario
Il calendario fu inizialmente annunciato il 26 giugno 2019. Rispetto all'edizione dell'anno precedente gli eventi in programma scesero da 38 a 37, a causa dell'estromissione dall'UCI World Tour del Giro di Turchia, retrocesso a corsa dell'UCI ProSeries.
Il 30 ottobre 2019 fu annunciato che l'edizione del 2020 del Tour of California, in programma dal 10 al 16 maggio, non si sarebbe svolta a causa di difficoltà economiche dell'organizzazione: conseguentemente, gli eventi in programma scesero a 36.
Nel corso della stagione, a partire dal mese di marzo, numerose corse furono rinviate a causa della pandemia di COVID-19, che impose all'UCI la riscrittura del calendario mondiale. Il 5 maggio 2020 l'UCI pubblicò il nuovo calendario: sei eventi – Volta a Catalunya, E3 Harelbeke, Giro dei Paesi Baschi, Giro di Romandia, Giro di Svizzera e Classica di San Sebastián – furono annullati, mentre numerose altre corse, fra cui i tre grandi Giri e quattro classiche monumento, furono posticipate. Il 20 maggio 2020 fu poi annunciato l'annullamento della RydeLondon - Surrey Classic. Il 12 giugno 2020 furono annullate anche l'Eschborn-Francoforte e la Dwars door Vlaanderen. Nel mese di luglio 2020 fu annunciato l'annullamento anche della Classica di Amburgo, del Grand Prix Cycliste de Québec e del Grand Prix Cycliste de Montréal. In agosto fu annullato anche il Tour of Guangxi. In settembre furono annullate le tappe olandesi del BinckBank Tour e l'Amstel Gold Race. Nel mese di ottobre fu annullata anche la Parigi-Roubaix.
| Evento                                   | Data                   | Vincitore                                    | Secondo                                      | Terzo                                        | Squadra del vincitore                        |
| ---------------------------------------- | ---------------------- | -------------------------------------------- | -------------------------------------------- | -------------------------------------------- | -------------------------------------------- |
| Tour Down Under (2020)                   | 21-26 gennaio          | Richie Porte                                 | Diego Ulissi                                 | Simon Geschke                                | Trek-Segafredo                               |
| Cadel Evans Great Ocean Road Race (2020) | 2 febbraio             | Dries Devenyns                               | Pavel Sivakov                                | Daryl Impey                                  | Deceuninck-Quick Step                        |
| UAE Tour (2020)                          | 23-27 febbraio         | Adam Yates                                   | Tadej Pogačar                                | Aleksej Lucenko                              | Mitchelton-Scott                             |
| Omloop Het Nieuwsblad (2020)             | 29 febbraio            | Jasper Stuyven                               | Yves Lampaert                                | Søren Kragh Andersen                         | Trek-Segafredo                               |
| Parigi-Nizza (2020)                      | 8-14 marzo             | Maximilian Schachmann                        | Tiesj Benoot                                 | Sergio Higuita                               | Bora-Hansgrohe                               |
| Volta a Catalunya                        | 23-29 marzo            | annullata a causa della pandemia di COVID-19 | annullata a causa della pandemia di COVID-19 | annullata a causa della pandemia di COVID-19 | annullata a causa della pandemia di COVID-19 |
| E3 Harelbeke                             | 27 marzo               | annullata a causa della pandemia di COVID-19 | annullata a causa della pandemia di COVID-19 | annullata a causa della pandemia di COVID-19 | annullata a causa della pandemia di COVID-19 |
| Giro dei Paesi Baschi                    | 6-11 aprile            | annullato a causa della pandemia di COVID-19 | annullato a causa della pandemia di COVID-19 | annullato a causa della pandemia di COVID-19 | annullato a causa della pandemia di COVID-19 |
| Giro di Romandia                         | 28 aprile-3 maggio     | annullato a causa della pandemia di COVID-19 | annullato a causa della pandemia di COVID-19 | annullato a causa della pandemia di COVID-19 | annullato a causa della pandemia di COVID-19 |
| Eschborn-Francoforte                     | 1º maggio              | annullata a causa della pandemia di COVID-19 | annullata a causa della pandemia di COVID-19 | annullata a causa della pandemia di COVID-19 | annullata a causa della pandemia di COVID-19 |
| Giro di Svizzera                         | 7-14 giugno            | annullato a causa della pandemia di COVID-19 | annullato a causa della pandemia di COVID-19 | annullato a causa della pandemia di COVID-19 | annullato a causa della pandemia di COVID-19 |
| Classica di San Sebastián                | 25 luglio              | annullata a causa della pandemia di COVID-19 | annullata a causa della pandemia di COVID-19 | annullata a causa della pandemia di COVID-19 | annullata a causa della pandemia di COVID-19 |
| Strade Bianche (2020)                    | 1º agosto              | Wout Van Aert                                | Davide Formolo                               | Maximilian Schachmann                        | Team Jumbo-Visma                             |
| Giro di Polonia (2020)                   | 5-9 agosto             | Remco Evenepoel                              | Jakob Fuglsang                               | Simon Yates                                  | Deceuninck-Quick Step                        |
| Milano-Sanremo (2020)                    | 8 agosto               | Wout Van Aert                                | Julian Alaphilippe                           | Michael Matthews                             | Team Jumbo-Visma                             |
| Giro del Delfinato (2020)                | 12-16 agosto           | Daniel Martínez                              | Thibaut Pinot                                | Guillaume Martin                             | EF Pro Cycling                               |
| Giro di Lombardia (2020)                 | 15 agosto              | Jakob Fuglsang                               | George Bennett                               | Aleksandr Vlasov                             | Astana Pro Team                              |
| RideLondon - Surrey Classic              | 16 agosto              | annullata a causa della pandemia di COVID-19 | annullata a causa della pandemia di COVID-19 | annullata a causa della pandemia di COVID-19 | annullata a causa della pandemia di COVID-19 |
| Bretagne Classic Ouest-France (2020)     | 25 agosto              | Michael Matthews                             | Luka Mezgec                                  | Florian Sénéchal                             | Team Sunweb                                  |
| Tour de France (2020)                    | 29 agosto-20 settembre | Tadej Pogačar                                | Primož Roglič                                | Richie Porte                                 | UAE Team Emirates                            |
| Tirreno-Adriatico (2020)                 | 7-14 settembre         | Simon Yates                                  | Geraint Thomas                               | Rafał Majka                                  | Mitchelton-Scott                             |
| Grand Prix Cycliste de Québec            | 11 settembre           | annullato a causa della pandemia di COVID-19 | annullato a causa della pandemia di COVID-19 | annullato a causa della pandemia di COVID-19 | annullato a causa della pandemia di COVID-19 |
| Grand Prix Cycliste de Montréal          | 13 settembre           | annullato a causa della pandemia di COVID-19 | annullato a causa della pandemia di COVID-19 | annullato a causa della pandemia di COVID-19 | annullato a causa della pandemia di COVID-19 |
| BinckBank Tour (2020)                    | 29 settembre-3 ottobre | Mathieu van der Poel                         | Søren Kragh Andersen                         | Stefan Küng                                  | Alpecin-Fenix                                |
| Freccia Vallone (2020)                   | 30 settembre           | Marc Hirschi                                 | Benoît Cosnefroy                             | Michael Woods                                | Team Sunweb                                  |
| Classica di Amburgo                      | 3 ottobre              | annullata a causa della pandemia di COVID-19 | annullata a causa della pandemia di COVID-19 | annullata a causa della pandemia di COVID-19 | annullata a causa della pandemia di COVID-19 |
| Giro d'Italia (2020)                     | 3-25 ottobre           | Tao Geoghegan Hart                           | Jai Hindley                                  | Wilco Kelderman                              | Ineos Grenadiers                             |
| Liegi-Bastogne-Liegi (2020)              | 4 ottobre              | Primož Roglič                                | Marc Hirschi                                 | Tadej Pogačar                                | Team Jumbo-Visma                             |
| Amstel Gold Race                         | 10 ottobre             | annullata a causa della pandemia di COVID-19 | annullata a causa della pandemia di COVID-19 | annullata a causa della pandemia di COVID-19 | annullata a causa della pandemia di COVID-19 |
| Gand-Wevelgem (2020)                     | 11 ottobre             | Mads Pedersen                                | Florian Sénéchal                             | Matteo Trentin                               | Trek-Segafredo                               |
| Dwars door Vlaanderen                    | 14 ottobre             | annullata a causa della pandemia di COVID-19 | annullata a causa della pandemia di COVID-19 | annullata a causa della pandemia di COVID-19 | annullata a causa della pandemia di COVID-19 |
| Giro delle Fiandre (2020)                | 18 ottobre             | Mathieu van der Poel                         | Wout Van Aert                                | Alexander Kristoff                           | Alpecin-Fenix                                |
| Vuelta a España (2020)                   | 20 ottobre-8 novembre  | Primož Roglič                                | Richard Carapaz                              | Hugh Carthy                                  | Team Jumbo-Visma                             |
| Classic Brugge-De Panne (2020)           | 21 ottobre             | Yves Lampaert                                | Tim Declercq                                 | Tim Merlier                                  | Deceuninck-Quick Step                        |
| Parigi-Roubaix                           | 25 ottobre             | annullata a causa della pandemia di COVID-19 | annullata a causa della pandemia di COVID-19 | annullata a causa della pandemia di COVID-19 | annullata a causa della pandemia di COVID-19 |
| Tour of Guangxi                          | 5-10 novembre          | annullato a causa della pandemia di COVID-19 | annullato a causa della pandemia di COVID-19 | annullato a causa della pandemia di COVID-19 | annullato a causa della pandemia di COVID-19 |

## Classifiche
Dal 2019, l'unica classifica valida a livello internazionale è l'UCI World Ranking, che già dal 2016 fornisce una classifica individuale ed una per Nazioni. A queste viene aggiunta la classifica mondiale UCI per team, stilata in base ai risultati ottenuti dai 10 migliori corridori per ogni squadra, riprendendo così la graduatoria già presente nell'UCI World Tour. Vengono inoltre introdotte altre due classifiche individuali, una limitata alle sole corse di un giorno e l'altra invece specifica per le corse a tappe.